# 1931
Cette page concerne l'année 1931 (MCMXXXI en chiffres romains) du calendrier grégorien.
L'année 1931 est une année commune qui commence un jeudi.

## En bref
- 14 avril : la Seconde République est proclamée en Espagne.
- 20 juillet : conférence de Londres sur la situation monétaire et financière internationale[1].
- Juillet et août : inondations en Chine.
- 19 septembre : invasion japonaise de la Mandchourie.
- 11 décembre : Statut de Westminster.

## Événements

### Afrique
- 20 janvier : l'armée italienne du général Rodolfo Graziani attaque puis occupe l'oasis de Koufra, dernière possession des Senoussi, achevant la reconquête de la Libye italienne[2].
- 19 mai : départ de Bordeaux de la mission ethnographique et linguistique Dakar-Djibouti dirigée par Marcel Griaule. Michel Leiris en fait partie et écrira L’Afrique fantôme[3].
- 29 mai : fusillade de Kisenzele ; début de la révolte des Pende du Kwango[4].
- 16 juillet : l’Empire éthiopien adopte une constitution de type occidental[5].

- Août : création du journal Le Cri des Nègres par Tiemoko Garan Kouyaté[6].

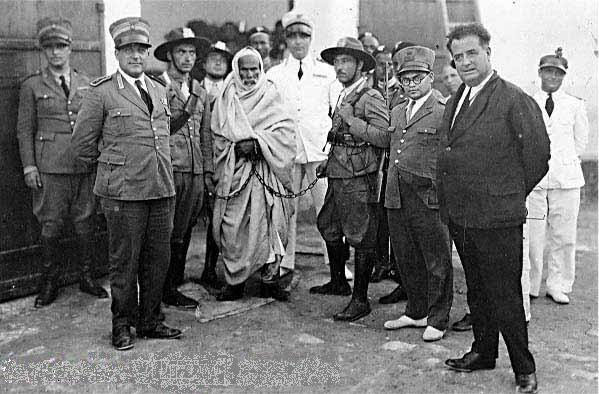
12 septembre : arrestation d’Omar al-Mokhtar (ici lors de son transfert pour son procès sommaire le 15 septembre)

- 16 septembre : exécution d’Omar al-Mokhtar ; son successeur dépose les armes six mois plus tard. Fin de la résistance armée à la colonisation italienne de la Libye par les Senousis. Le 24 janvier 1932, le gouverneur Pietro Badoglio annonce que la Libye est conquise[7].

- Ordonnance sur l’Éducation au Kenya[8]. Elle prévoit la possibilité de fermer toute école.

### Amérique
- 14 février : début de la dictature du général Jorge Ubico Castañeda au Guatemala (fin en 1944)[9].

- 1er mars : Gabriel Terra prend ses fonctions de président de l’Uruguay[10] à la suite de la victoire des colorados aux élections du 30 novembre 1930. Les secteurs patronaux s’organisent en un puissant comité de vigilance pour stopper les volontés réformatrices des Batllistes. Dans un contexte de crise économique, le président Colorado Terra, une fraction du parti Blanco et l’oligarchie réclament le retour au présidentialisme, tandis que les Batllistes et l’autre fraction du parti Blanco signent en septembre le pacto de chinchulín qui leur permet d’être majoritaires dans l’exécutif collégial[11].
- 5 mars : Daniel Salamanca Urey, victorieux des élections du 4 janvier, est inauguré président de Bolivie[10]. Homme fort au service de l’oligarchie, il attribue l’agitation sociale à la « propagande communiste étrangère ». Incapable de calmer le climat social et politique en dépit d’un sévère « loi de défense sociale », Salamanca détourne l’attention des Boliviens sur la rivalité du Paraguay au sujet du Chaco.

- 1er mai : inauguration de l’Empire State Building à Manhattan, New York[12].

- 23 juin : loi 83 reconnaissant aux travailleurs le droit de se syndiquer en Colombie[13].

- 10 juillet : le gouvernement norvégien revendique le Groenland oriental. Il doit abandonner ses revendications le 5 avril 1933 sur décision de la Cour permanente de justice internationale[14].
- 27 juillet : à la suite de la crise économique, le général Ibáñez est contraint de démissionner au Chili sous la pression populaire. Neuf présidents se succèdent entre juillet 1931 et octobre 1932. Pendant la période, une République socialiste est proclamée et dure moins de trois mois[10].

- 24 août : démission du Président constitutionnel de l’Équateur Isidro Ayora, affaiblit par la crise mondiale qui a durement atteint le marché du cacao[15].

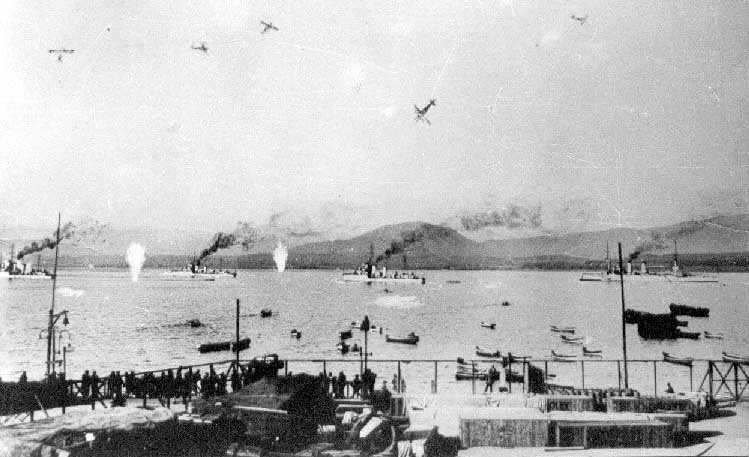
6 septembre : la Force aérienne chilienne bombarde l’escadre de Coquimbo, mutinée depuis le. Il est possible que les avions représentés sur la photographie aient été retouchés.

- 31 août-7 septembre : mutinerie de la flotte chilienne basée à Coquimbo[16].

- 11 octobre : l’Union Révolutionnaire de Luis Miguel Sánchez Cerro remporte les élections au Pérou[17].
- 23 octobre : au Paraguay, une manifestation d’étudiants demandant le retour au pays des militaires en poste à l’étranger, et plus de fermeté dans les négociations avec la Bolivie, est réprimée par la garde présidentielle ; onze personnes sont tuées et de nombreuses autres sont blessées[10].
- 11 décembre : le Parlement du Royaume-Uni reconnait la souveraineté totale des dominions, par le quatrième statut de Westminster[18].

### Asie
- 13 février[19] : lettre du premier ministre britannique Ramsay MacDonald à Chaim Weizmann qui interprète le Livre blanc de 1930 ; grâce à une active campagne d’opinion, les sionistes obtiennent la levée des restrictions à l’émigration et à l’achat de terres[20].

- 5 mars : le Mahatma Gandhi signe un accord avec le vice-roi des Indes, Lord Irwin, prévoyant la libération des prisonniers politiques et permettant que le sel soit librement utilisé par les couches les plus pauvres de la population[21].
- 20 mars :
  - échec d’une tentative de coup d’État au Japon, planifiée pour le 20 mars[22].
  - décret en conseil, effectif le 15 avril, établissant une nouvelle constitution à Ceylan (Donoughmore Constitution)[23]. Autonomie interne de l’île et suffrage universel.
- 23 mars, conflit entre le Tibet et la Chine : à la suite d'une dispute entre les monastères de Dragyab et de Beri au Kham en juillet 1930, l’armée tibétaine occupe Beri et Kandzé au Sichuan, puis Nyarong le 10 avril ; sur la suggestion de Liu Wenhui, président du gouvernement du Sichuan, Tchang Kaï-chek informe le treizième dalaï-lama de la nature du conflit, car il semble ignorer la réalité de la situation. Thubten Gyatso répond le 24 mars qu’il a ordonné un cessez-le-feu mais qu’il faudra plusieurs semaines pour que l’information atteigne la zone des combats. Sur le terrain, les forces tibétaines continuent leur avance vers Dartsedo tandis que les Chinois se replient. Le gouvernement chinois tente d’entrer en contact avec le dalaï-lama par l’intermédiaire de son représentant, Konchog Byunas, l’abbé du palais de l’Harmonie éternelle de Pékin, qui vient d’arriver a Nankin, tandis que les envoyés de la Commission des affaires mongoles et tibétaines arrivent en juin à Dartsedo pour négocier avec les généraux tibétains. Ceux-ci refusent de rendre les villes occupées et les combats continuent. Le Conseil d’État chinois charge alors Liu Wenhui de constituer une armée, qui alliée aux forces de Ma Bufang, gouverneur de la province du Qinghai, reprend Beri, Kandzé et Nyarong à l’automne 1932, puis l’importante ville de Dergé[24].

- 4 avril : début de la croisière jaune, expédition organisée par Citroën entre Beyrouth et la Chine par la route de la soie (fin le 12 février 1932)[25].
- 14 avril : la démission du cabinet Osachi Hamaguchi au Japon met fin à une timide expérience de démocratie constitutionnelle[26].
- 27 avril : décret créant la « Région de Saïgon-Cholon » en Indochine française, fusion de Saïgon et de la ville chinoise de Cholon[27].
- 25 avril : scission dans le mouvement indépendantiste aux Indes orientales néerlandaises ; le PNI est dissout et le 29 avril, Sartono, qui assure l’intérim de Soekarno, annonce la création du Partindo (Partai Indonesia), réunissant ceux qui restent fidèles au programme du PNI ; en décembre 1931, Sutan Sjahrir et le docteur Mohammad Hatta créent le Club Pendidikan Nasional Indonesia (Club de l’éducation nationale indonésienne)[28].

- Mai : échec de la deuxième campagne d’encerclement des communistes du Jiangxi par l’Armée nationale révolutionnaire de Tchang Kaï-chek[29].

- 27 juin : incident Nakamura ; exécution sommaire de quatre militaires de l’armée impériale japonaise, dont le capitaine Shintarō Nakamura par des soldats chinois en Mandchourie[30].

- 1er juillet : incident de Wanbaoshan en Mandchourie (des policiers chinois tirent sur des paysans coréens)[31].

- Juillet et août : crue du Yangzi Jiang et du Fleuve Jaune en Chine ; les inondations font 4 000 000 de victimes[32].

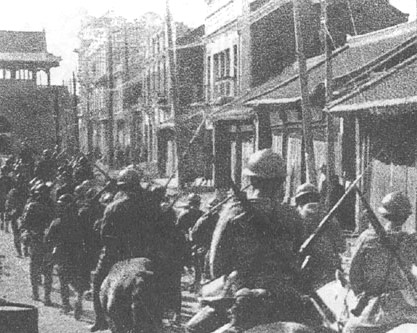
18 septembre : incident de Mukden. Les troupes japonaises entrent à Shenyang (Moukden) le 19.

- Août-septembre[29] : Tchang Kaï-chek mène personnellement une troisième campagne d’encerclement des communistes et entre profondément dans le Jiangxi, mais Mao Zedong et Zhu De parviennent à diviser son armée en petites unités et à les attaquer individuellement, leur causant de lourdes pertes[33].

- 7 septembre-31 décembre : IIe Conférence de la Table ronde à Londres sur le statut des Indes britanniques ; Gandhi et Jinnah y participent[34].
- 18 septembre : incident de Liutianghu (les soldats chinois auraient saboté la voie ferrée et tiré sur les Japonais ; c’est en fait un coup monté)[26]. Dans la nuit du 18 au 19 septembre, les troupes japonaises qui stationnent en Mandchourie pour la garde du chemin de fer sud-mandchourien, occupent Shenyang (Moukden) et Changchun[35]. Les forces chinoises, dirigées par Zhang Xueliang, ne ripostent pas et le Japon envahit la Mandchourie.
- 21 septembre : à la suite de l'incident de Mandchourie, le gouvernement chinois saisit le Conseil de la Société des Nations en vertu de l’article 11 du Pacte[35].
- 22-23 septembre : l’armée japonaise du Guandong entre à Jilin[36].

- 17 octobre : incident des couleurs impériales au Japon ; arrestation de dix généraux, leaders d’une tentative de coup d’État prévue pour le 21 octobre[37].

- 7 novembre : Mao Zedong proclame la République soviétique chinoise, dans le Jiangxi[38].
- 4 novembre : résistance au pont de la rivière Nen ; début de la campagne de Jiangqiao (4-18 novembre)[39].
- 20 novembre : les Japonais entrent à Qiqihar, dans la sphère d’influence russe[36]. Début de la pacification du Mandchoukouo.

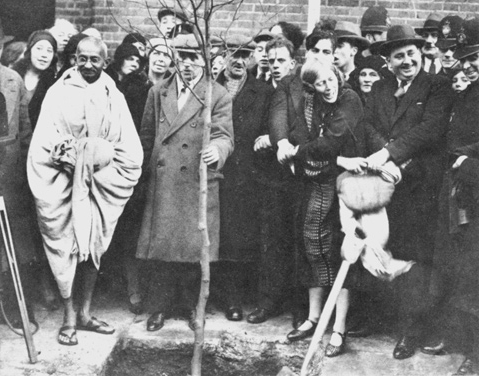
3 décembre : Gandhi plante un arbre devant Kingsley Hall, East End, Londres, Angleterre. L’arbre est détruit lors de la seconde guerre mondiale dans un bombardement et replanté par Lady Attenborough en 1984.

- 10 décembre : le Conseil de la Société des Nations envoie une commission Internationale d’enquête dirigée par Lord Lytton pour examiner la situation en Mandchourie[35]. Le rapport Lytton est publié le 2 octobre 1932.

- 7 - 17 décembre : le mufti Mohammed Amin al-Husseini organise à Jérusalem un Congrès islamique qui réunit 145 délégués de 20 pays[40]. Le congrès condamne le sionisme, demande l’arrêt de l’immigration juive et en appelle à la solidarité entre Arabes chrétiens et musulmans. D’autres résolutions condamnent la politique française au Maroc et la politique soviétique en Asie centrale.
- 13 décembre : Inukai Tsuyoshi, Premier ministre du Japon (fin en 1932)[26].
- 21 décembre : début de l’opération Jinzhou[39].

### Europe
- 12 février : début de Radio Vatican inauguré par le pape Pie XI[41] dont le premier émetteur est équipé par Guglielmo Marconi, l’inventeur de la radio. C’est la plus puissante radio à onde courtes.
- 22 février : apparition de Jésus miséricordieux à sainte Faustine Kowalska dans sa cellule à Plock (Pologne)[42].
- 28 février : Oswald Mosley quitte le parti travailliste du Royaume-Uni pour fonder le New Party, qui évolue rapidement vers le fascisme (British Union of Fascists de 1932)[43].

- 18 avril : gouvernement d’union nationale de Nicolae Iorga en Roumanie (fin le 5 juin 1932)[44].

- 6 mai : ouverture de l’Exposition coloniale internationale à Paris[45].
- 11 mai : faillite de la Credit Anstalt de Vienne[1].
- 15 mai : le pape Pie XI publie l’encyclique Quadragesimo anno sur les droits des travailleurs[46].

- 29 juin : le pape Pie XI condamne la mainmise du parti fasciste sur la jeunesse par l’encyclique Non abbiamo bisogno dans le cadre du conflit entre le fascisme et l’Action catholique[47], réglé par un compromis le 2 septembre[48].

- 20 juillet :
  - échec d'une conférence financière internationale réunie à Londres[49].
  - ouverture du procès de l’affaire de la Royal Mail au Royaume-Uni[50].

- 24 août :
  - démission de István Bethlen en Hongrie, alors que le pays est victime de la crise économique mondiale. Le comte Gyula Károlyi devient Premier ministre de Hongrie (fin en octobre 1932)[51].
  - Royaume-Uni : démission du gouvernement travailliste devant les critiques que suscite sa politique économique auprès de sa base. Constitution d’un gouvernement d’union nationale par le travailliste Ramsay MacDonald, Premier ministre du Royaume-Uni, qui est exclu du parti (fin en 1935)[52].

- Août : 2,7 millions de chômeurs au Royaume-Uni[53].

- 3 septembre : Alexandre Ier proclame la fin de la dictature et promulgue la nouvelle Constitution du royaume de Yougoslavie. De fait, la dictature royale continue. Une majorité des groupes d’opposition boycotte les élections parlementaires qui suivent. Certains se radicalisent[54].
- 21 septembre : crise monétaire au Royaume-Uni. L’État est au bord de la banqueroute. Le Royaume-Uni abandonne l’étalon-or et dévalue la livre sterling de 30 %. Les exportations retrouvent leur compétitivité[1].

- 27 octobre, Royaume-Uni : victoire des conservateurs aux législatives avec 473 sièges[55].

- 5 novembre : Ramsay MacDonald forme un second gouvernement d’union nationale au Royaume-Uni (fin le 7 juin 1935[56]. Le Foreign Office, dirigé par John Simon, Samuel Hoare puis Anthony Eden, pratique une politique extérieure de « conciliation » (appeasement) pratiquée par entre 1931 et 1939.

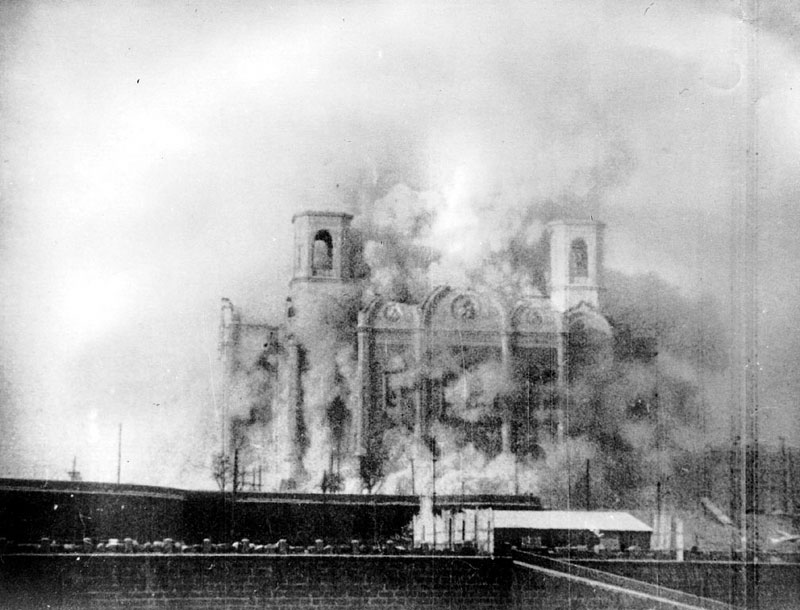
5 décembre : destruction de la cathédrale du Christ-Sauveur de Moscou.

- 5 décembre : La cathédrale du Christ-Sauveur de Moscou est détruite par un ordre de Joseph Staline[57].
- 11 décembre : le Parlement du Royaume-Uni entérine la souveraineté législative des dominions par le quatrième statut de Westminster[18].
- 14 décembre : fondation du parti d’extrême droite Nationaal-Socialistische Beweging (NSB) aux Pays-Bas[58].

#### Allemagne
- 28 mars : promulgation d’un décret d’urgence pour combattre les « débordements » politiques[59].

- 11 mai : faillite du Kredit Anstalt de Vienne[60]. Effondrement financier et économique de l’Allemagne et de l’Autriche. Les faillites du Kredit Anstalt de Vienne et celle de la Danatbank à Berlin déclenchent une véritable panique. En Allemagne, la production industrielle tombe à 53 % de son niveau de 1929. Le pays compte 4 744 000 chômeurs en mars, plus de 6 millions à la fin de l’année.

- 6 juin : l’Allemagne se déclare incapable de payer les réparations[49].
- 20 juin : moratoire Hoover qui propose un ajournement d’un an pour les dettes de guerre et les réparations[1].

- 3 octobre : démission du ministre des Affaires étrangères Julius Curtius après que la négociation d’une union douanière avec l’Autriche en mars est annulée en raison de l’opposition de la France[60].
- 9 octobre : début second cabinet Brüning nommé par le président Hindenburg (fin le 30 mai 1932)[61]. Le gouvernement Brüning sauve les banques de la faillite par une série de mesures énergiques : mise des banques sous tutelle pour contrôler l’industrie, déflation, réduction des dépenses budgétaires, baisse des salaires, baisse générale des prix de 10 %.
- 10 octobre : Hitler rencontre pour la première fois le président Hindenburg[62].

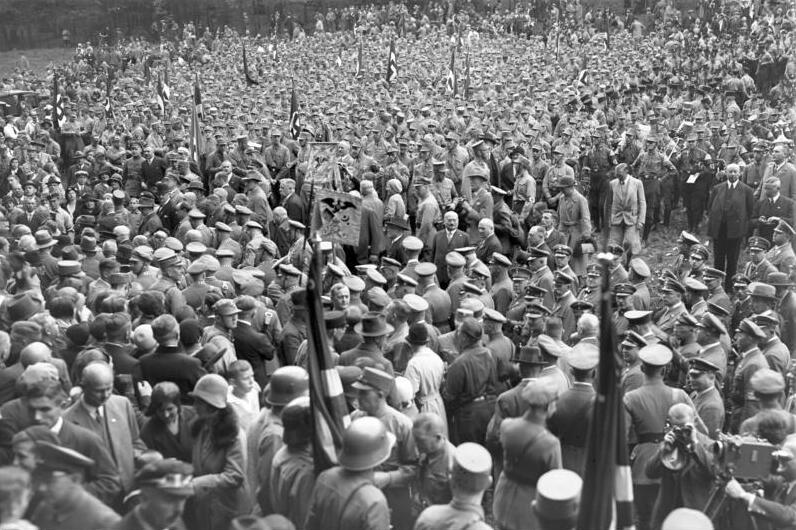
11 octobre : front de Harzburg.

- 11 octobre : les différentes organisations d’extrême droite constituent le front de Harzburg avec pour objectif d’abattre le régime républicain[60].

- 16 décembre : le SPD forme le « front de fer » avec la Reichsbanner, les syndicats et les organisations socialistes de jeunesse[60].

#### Espagne
- 14 février : début du gouvernement de Juan Bautista Aznar ; le 23, il annonce la tenue d’élections municipales avant les élections générales[63].

- 12 avril : les républicains triomphent aux élections municipales dans les grandes villes, à la surprise générale. Le roi est désavoué. Le gouvernement abandonne le pouvoir le 13[63].

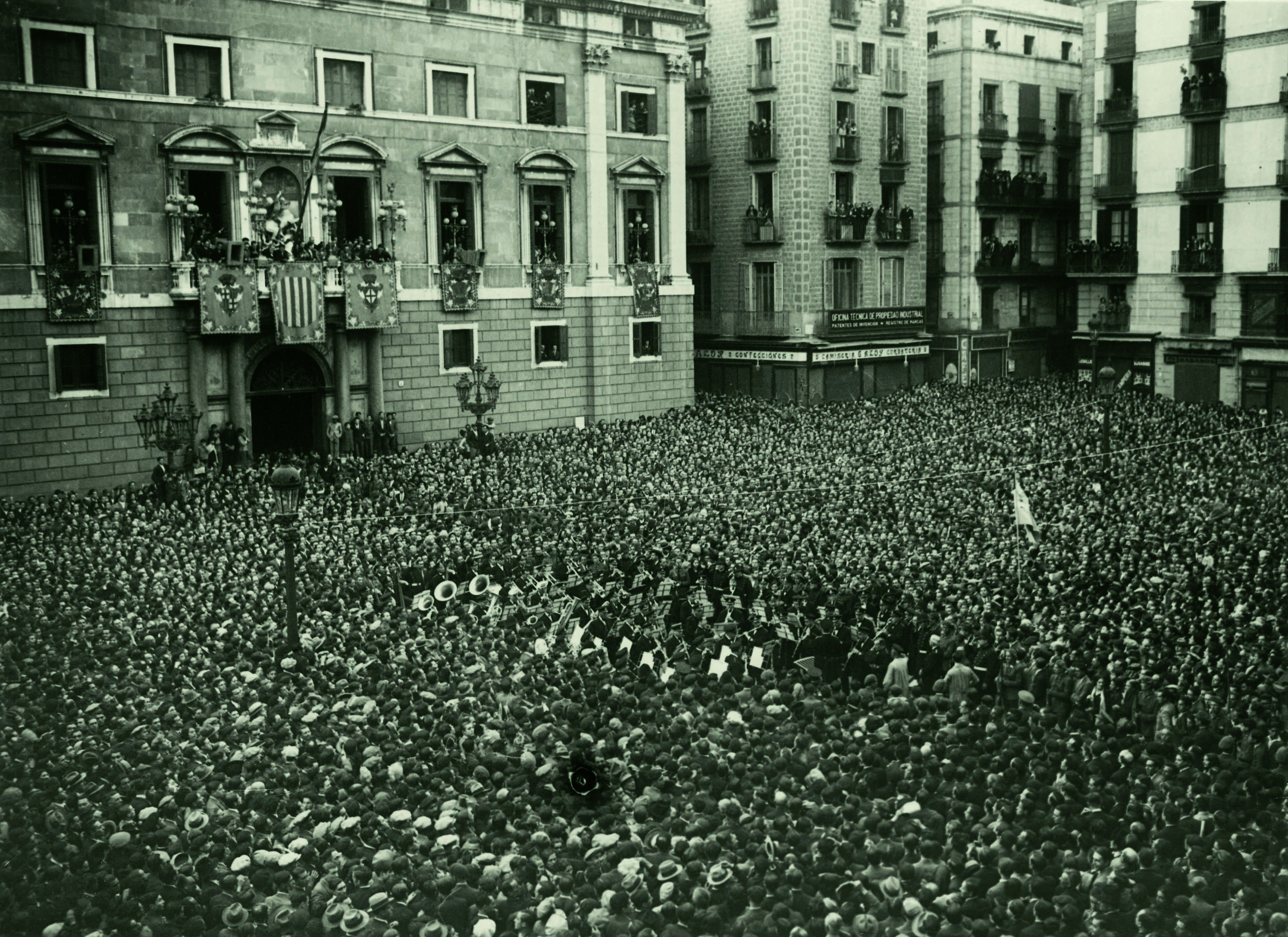
Proclamation de la République place Sant Jaume à Barcelone.

- 14 avril : la république est proclamée et le comité révolutionnaire devient le gouvernement provisoire. Le modéré Alcalá-Zamora inaugure le bienio réformateur. Le roi Alphonse XIII quitte l’Espagne pour l’exil, mais il n’abdique pas[63].
- 21 avril : restauration de la Generalitat de Catalogne[64].
- 25 avril : réforme de l’armée. Décrets d’Azaña qui propose la mise à la retraite sans restriction de solde de 8 203 gradés de l’armée sur 20 576, les autres officiers devant prêter serment de fidélité au nouveau régime[65].

- 11 mai : incendie de couvents à Madrid, Valence, Alicante, Murcia, Séville, Málaga et Cadix[66]. Cent églises et couvents sont incendiés en 1931.

- 15 juin : le cardinal-primat Segura, qui s’est prononcé pour le retour du trône le 1er mai est expulsé[66].
- 28 juin : élections aux Cortès Constituantes. Majorité de républicains et de socialistes[63].
- 31 juillet : fin du gouvernement provisoire. Alcalá-Zamora forme le gouvernement[67].

- 2 août : le statut d’autonomie de Núria, présenté au gouvernement le 20 juin, est approuvé par référendum par 99 % des Catalans[64].
- 30 août : manifeste de trente dirigeants de syndicats contre le climat d’intolérance anarchiste dans la Confédération nationale du travail[68].

- 14 octobre : le président du conseil Alcalá-Zamora démissionne pour protester contre les articles de la constitution et les violences populaires. L’intellectuel de gauche Manuel Azaña forme le gouvernement[69].
- 21 octobre : la loi de défense de la république suspend certaines libertés constitutionnelles, notamment contre ceux qui déclenchent des grèves sans préavis et sans solliciter d’arbitrage[69].

- 20 novembre : les Cortès déchoient le roi Alphonse XIII de la nationalité espagnole, confisquent ses biens et lui interdisent l’accès au territoire[70].

- 9 décembre : approbation de la constitution, élaborée sur le modèle de celle de la république de Weimar. Elle proclame « une république démocratique des travailleurs de toutes les classes » et institue un parlementarisme absolu (chambre unique élue au suffrage universel). L’article 3 pose le principe de la séparation de l’Église et de l’État[63]. Les écoles congréganistes sont fermées. Les ordres religieux qui font vœux d’obéissance à une autorité distincte de celle de l’État (jésuites) sont supprimés[66].
- 10 décembre : Niceto Alcalá-Zamora est élu président de la République[71].